# Mikael, hertig av Bragança
Mikael, hertig av Bragança Miguel Maria Carlos Egídio Constantino Gabriel Rafael Gonzaga Francisco de Paula e de Assis Januário, Duque de Bragança, född 19 september 1853 död 11 oktober 1927, var hertig av Bragança, son till den avsatte kung Mikael I. Från Mikael, hertig av Bragança härstammar Portugals nuvarande tronpretendent, dom Duarte Pio, hertig av Bragança, född 1945.

## Familj
Mikael, hertig av Bragança gifte sig först 1877 i Regensburg med prinsessan Elisabeth von Thurn und Taxis (1860-1881). 1893 ingick han en andra äktenskap med prinsessan Marie Therese zu Löwenstein-Wertheim-Rosenberg (1870-1935)
Barn i 1:a äktenskapet:
- Miguel Maximiliano, hertig av Viseu (1878-1923); gift 1909 med Anita Stewart (1886- )
- Francisco José (1879-1919)
- Maria Teresia (1881-1945); gift 1900 med prins Karl Ludwig von Thurn und Taxis (1863-1942)

Barn i 2:a äktenskapet:
- Elisabeth (Isabel) (1894-1970); gift 1920 med furst Franz Joseph von Thurn und Taxis (1893-1971)
- Maria Benedicta (1896-1971)
- Mafalda (1898-1918)
- Maria Anna (1899-1971); gift 1921 med furst Karl August von Thurn und Taxis (1898-1982)
- Maria Antónia (1903-1973); gift 1934 med (skilda 1954) Ashley Chanler (1905-1994)
- Filippa (1905-1990)
- Duarte Nuno, hertig av Bragança (1907-1976)
- Maria Adelaide (1912-1945)